# La Clotilde
La Clotilde är en ort i Argentina.   Den ligger i provinsen Chaco, i den norra delen av landet, 900 km norr om huvudstaden Buenos Aires. La Clotilde ligger 94 meter över havet och antalet invånare är 3 625.
Terrängen runt La Clotilde är mycket platt. Närmaste större samhälle är San Bernardo, 17,7 km söder om La Clotilde.
Trakten runt La Clotilde består till största delen av jordbruksmark. Runt La Clotilde är det glesbefolkat, med 12 invånare per kvadratkilometer.